# Audi A6
De Audi A6 is een hogere middenklasse-model van de Duitse autoproducent Audi. De A6 is verkrijgbaar als sedan (Limousine) en als stationwagen (Avant). Ook is er een terrein-uitvoering op basis van de A6 Avant, de Audi Allroad Quattro. De A6 heeft de Mercedes-Benz E-klasse en BMW 5-serie als voornaamste concurrenten.

## Eerste generatie (C4)
Het eerste model is in feite de laatste Audi 100 die een naamsverandering naar A6 onderging. In 1994 kreeg de Audi 100 C4 een facelift en werd opnieuw geïntroduceerd als de Audi A6 C4 (interne fabriekscode Typ 4A). De uiterlijke veranderingen omvatten nieuwe voor- en achterlichten, een nieuwe grille en aanpassingen aan de carrosserie.
Ook kwamen er een aantal nieuwe motoren beschikbaar bij de introductie van de A6 waaronder een 1,8-liter turbomotor met 5 kleppen per cilinder, een 2,8-liter V6-motor eveneens met vijfkleppentechnologie, een 1,9-liter TDI-dieselmotor en een extra sterke 2,5-liter vijfcilinder TDI-dieselmotor met 140 pk. Volvo maakte ook gebruik van de 2.5 TDI Audi motor en leverde deze in de Volvo 850. De 2,3-liter vijfcilinder benzinemotor uit de 100 werd nog een paar maand aangeboden maar daarna geschrapt. Als vijfcilinder was er nog een 2.2 20 kleppen turbomotor leverbaar met 230 pk als sportieve Audi S6 variant.
Met de introductie van de A6 kregen de sportmodellen ook een nieuwe naam. Tijdens de productie van de 100 waren dit de Audi S4-modellen die beschikbaar waren met twee motoren. Deze modellen zouden vanaf nu door het leven gaan met de naam Audi S6, de naam S4 is nu bestemd voor sportmodellen van de Audi A4.

### Motoren
Gegevens van de basismodellen:
Benzine
| A6 Limousine   | A6 Limousine | A6 Limousine  | A6 Limousine | A6 Limousine   | A6 Limousine | A6 Limousine   | A6 Limousine       | A6 Limousine |
| Type           | Motor        | Vermogen (pk) | Koppel (Nm)  | Aandrijving    | Massa (kg)   | 0–100 km/h (s) | Topsnelheid (km/h) | Jaar         |
| -------------- | ------------ | ------------- | ------------ | -------------- | ------------ | -------------- | ------------------ | ------------ |
| 1.8 5V         | 4-in-lijn    | 125           | 168          | voor / quattro | 1325 / 1470  | 11,2 / 11,5    | 200 / 198          | 1995 - 1997  |
| 2.0            | 4-in-lijn    | 100           | 157          | voor           | 1320         | 12,9           | 182                | 1994 - 1996  |
| 2.0            | 4-in-lijn    | 115           | 168          | voor           | 1330         | 11,9           | 190                | 1994 - 1996  |
| 2.3            | 5-in-lijn    | 133           | 186          | voor           | 1390         | 10,2           | 202                | 1994 - 1995  |
| 2.6            | V6           | 150           | 225          | voor / quattro | 1465 / 1565  | 9,9 / 10,1     | 209 / 208          | 1994 - 1997  |
| 2.8            | V6           | 174           | 245          | voor / quattro | 1470 / 1565  | 9,1 / 9,1      | 219 / 218          | 1994 - 1997  |
| 2.8 5V         | V6           | 193           | 280          | voor / quattro | 1450 / 1550  | 8,1 / 8,1      | 230 / 229          | 1995 - 1997  |
| 2.2 20V T (S6) | 5-in-lijn    | 230           | 350          | quattro        | 1625         | 6,7            | 241                | 1994 - 1997  |
| 4.2 (S6)       | V8           | 290           | 400          | quattro        | 1645         | 5,9            | 249                | 1994 - 1997  |
| A6 Avant       |              |               |              |                |              |                |                    |              |
| 1.8 5V         | 4-in-lijn    | 125           | 168          | voor / quattro | 1390 / 1520  | 11,4 / 11,7    | 196 / 194          | 1995 - 1997  |
| 2.0            | 4-in-lijn    | 115           | 168          | voor           | 1380         | 12,2           | 186                | 1994 - 1995  |
| 2.3            | 5-in-lijn    | 133           | 186          | voor           | 1440         | 10,6           | 194                | 1994 - 1995  |
| 2.6            | V6           | 150           | 225          | voor / quattro | 1415 / 1515  | 10,1 / 10,3    | 205 / 204          | 1994 - 1997  |
| 2.8            | V6           | 174           | 245          | voor / quattro | 1420 / 1515  | 9,3 / 9,3      | 214 / 213          | 1994 - 1997  |
| 2.8 5V         | V6           | 193           | 280          | voor / quattro | 1500 / 1600  | 8,3 / 8,2      | 227 / 226          | 1995 - 1997  |
| 2.2 20V T (S6) | 5-in-lijn    | 230           | 350          | quattro        | 1675         | 6,8            | 235                | 1994 - 1997  |
| 4.2 (S6)       | V8           | 290           | 400          | quattro        | 1692         | 6,0            | 247                | 1994 - 1997  |
| 4.2 (S6 Plus)  | V8           | 326           | 400          | quattro        | 1745         | 5,7            | 250                | 1996 - 1997  |

Diesel
| A6 Limousine | A6 Limousine | A6 Limousine  | A6 Limousine | A6 Limousine   | A6 Limousine | A6 Limousine   | A6 Limousine       | A6 Limousine |
| Type         | Motor        | Vermogen (pk) | Koppel (Nm)  | Aandrijving    | Massa (kg)   | 0–100 km/h (s) | Topsnelheid (km/h) | Jaar         |
| ------------ | ------------ | ------------- | ------------ | -------------- | ------------ | -------------- | ------------------ | ------------ |
| 1.9 TDI      | 4-in-lijn    | 90            | 202          | voor           | 1375         | 13,9           | 177                | 1994 - 1997  |
| 2.5 TDI      | 5-in-lijn    | 115           | 265          | voor           | 1435         | 11,2           | 195                | 1994 - 1997  |
| 2.5 TDI      | 5-in-lijn    | 140           | 290          | voor / quattro | 1435 / 1560  | 9,9 / 10,0     | 208 / 206          | 1994 - 1997  |
| A6 Avant     |              |               |              |                |              |                |                    |              |
| 1.9 TDI      | 4-in-lijn    | 90            | 202          | voor           | 1425         | 14,2           | 173                | 1994 - 1997  |
| 2.5 TDI      | 5-in-lijn    | 115           | 265          | voor           | 1485         | 11,4           | 190                | 1994 - 1997  |
| 2.5 TDI      | 5-in-lijn    | 140           | 290          | voor / quattro | 1485 / 1610  | 10,1 / 10,2    | 202 / 201          | 1994 - 1997  |

## Tweede generatie (C5)
In 1997 kwam de volgende generatie A6 C5 (interne fabriekscode Typ 4B) op de markt. Ditmaal werd het model ingrijpend veranderd en kreeg een meer aerodynamischer uiterlijk waardoor de luchtsweerstandscoëfficiënt uitkwam op een waarde van 0,28. Ook binnen in de wagen kreeg het dashboard en interieur een stuk moderner en volwassener uitstraling met luxe materialen. De nieuwe Avant verscheen in 1998 hoewel het oude C4 model al in 1997 uit productie was gehaald. Ook kwam er een heel scala aan nieuwe motoren beschikbaar en werd de A6 leverbaar met een 5-traps Tiptronic automatische versnellingsbak.

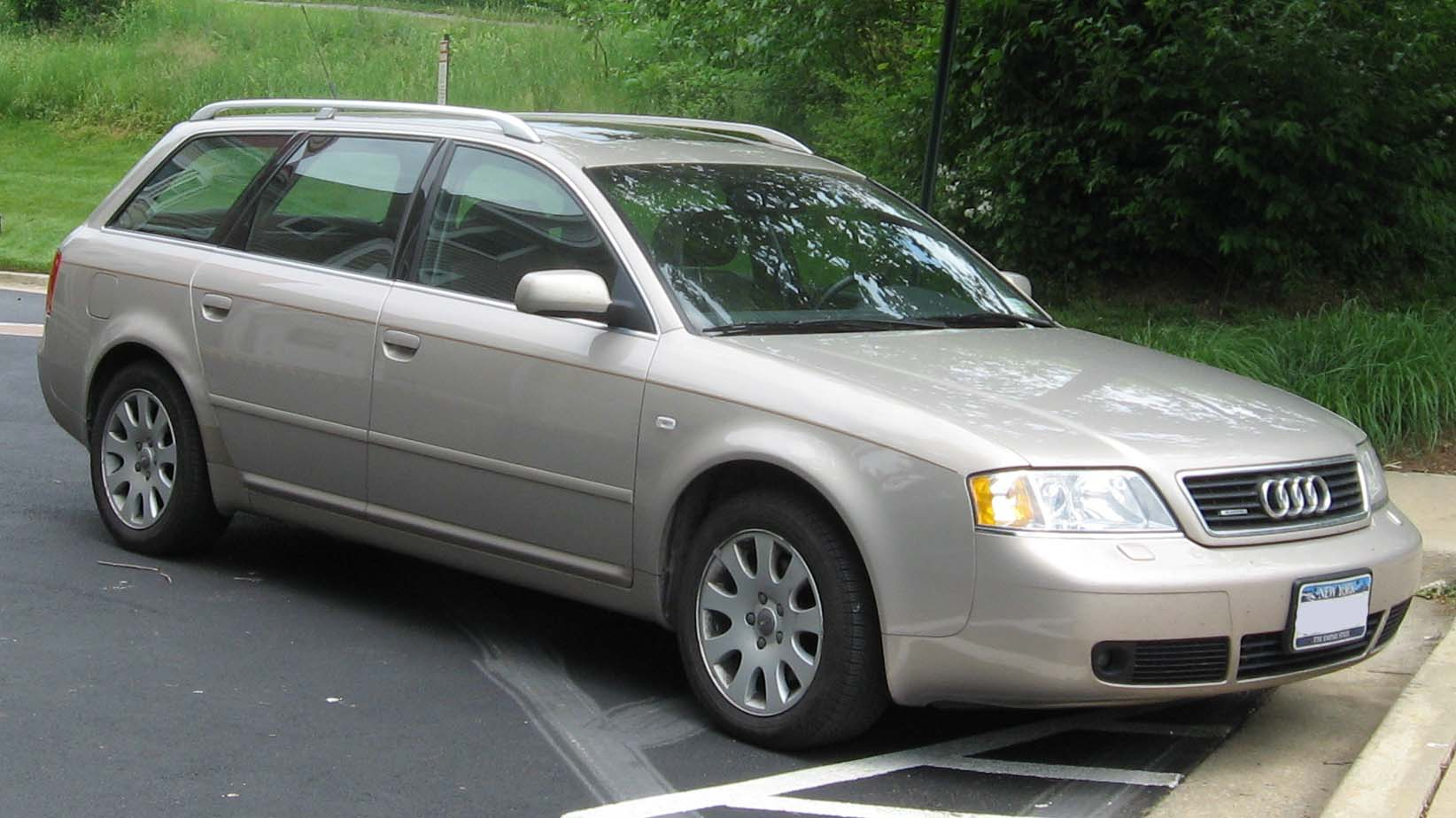
Audi A6 C5 Avant.

De nieuwe benzine motoren werden allen uitgerust met vijfkleppentechniek. De nieuwe motor die direct beschikbaar was is de 2,4-liter V6 met 165 pk. In 1999 volgde er nog een 2,7-liter biturbo V6 met 230 pk onder andere bekend uit de Audi S4 en RS4 B5. In datzelfde jaar kwam ook de eerste 40-kleps versie van de 4,2-liter V8-motor met 300 pk beschikbaar in de A6. Eind 1999 kwam de Audi S6 beschikbaar met ook met deze V8-motor maar dan met 340 pk. Tevens werd dat jaar Audi's Crossover SUV de Audi Allroad Quattro gepresenteerd die op basis van de Audi A6 Avant ontworpen.
De dieselmotoren bestonden uit twee turbodiesels met verdeelpomp, een 1,9-liter TDI met 110 pk en een 2,5-liter DOHC V6 TDI met 150 pk. In 2000 kwam er een sterkere versie van deze motor beschikbaar met 180 pk. Een jaar later werd de pompverstuiver geïntroduceerd op de 1.9 TDI met 115 pk.

### Facelift

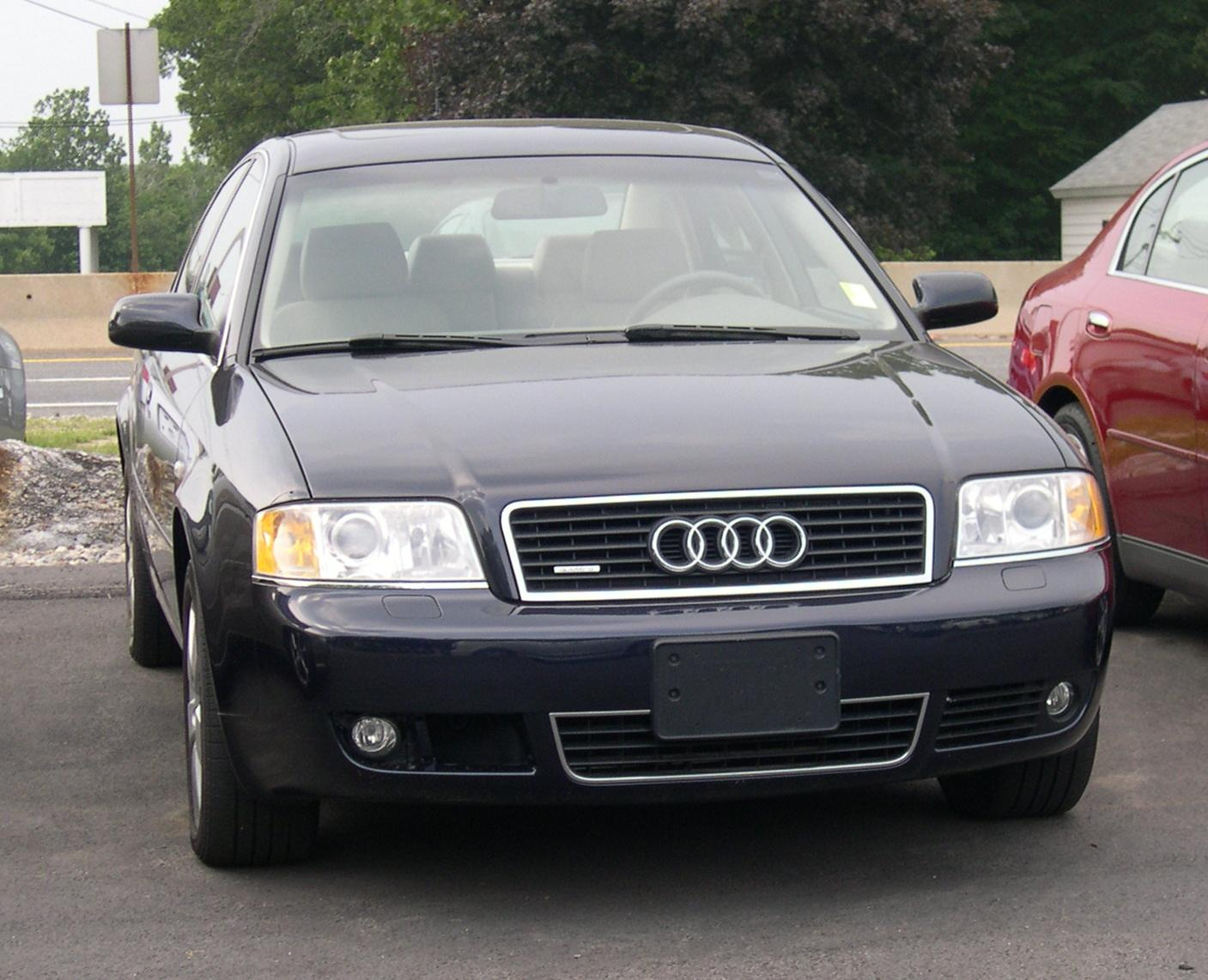
Audi A6 C5 Limousine facelift

In 2001 kreeg de A6 een facelift waarbij de koplampen en grille vernieuwd werden. Tevens werden er weer een aantal nieuwe motoren ingevoerd. Bij de benzinemotoren was dit een 3,0-liter V6 met 5 kleppen per cilinder en 220 pk. Bij de dieselmotoren werd de 1,9-liter TDI van 115 pk opgewaardeerd naar 130 pk en de oude V6 TDI van 150 pk moest plaats maken voor twee verbeterde versies van deze motor met 155 en 163 pk.
In 2002 kwam Audi's eerste RS6 model op de markt met een biturbo-versie van de 40-kleps 4,2-liter V8-motor die goed is voor 450 pk. Deze sportwagen onderging veel aanpassingen ten opzichte van het originele A6-model waaronder het nieuwe Audi DRC (Dinamic Ride Control) onderstel dat debuteerde op de RS6 C5. Later verscheen er nog een RS6 Plus die een maximaal vermogen van 480 pk heeft, deze was alleen als Avant leverbaar. De RS6 Plus heeft een begrensde topsnelheid van 280 km/h in plaats van de standaard 250 km/h.
In 2000 maakte de A6 opnieuw debuut met Audi's eerste traploze Multitronic transmissie. Dit is een continu variabele transmissie die door Audi en LuK is ontwikkeld voor de lichtere motoren. De Multitronic verving de Tiptronic modellen met voorwielaandrijving, de modellen met quattro-aandrijving behielden de Tiptronic automaat. Dit was omdat de Multitronic een maximaal koppel van 310 Nm aan kan. De zwaarste motoren die met Multitronic verkrijgbaar waren zijn de 3,0-liter V6 van 220 pk en 2,5-liter V6 TDI met 163 pk.

### Motoren
Gegevens van de basismodellen:
Benzine
| A6 Limousine     | A6 Limousine | A6 Limousine  | A6 Limousine | A6 Limousine   | A6 Limousine | A6 Limousine   | A6 Limousine       | A6 Limousine |
| Type             | Motor        | Vermogen (pk) | Koppel (Nm)  | Aandrijving    | Massa (kg)   | 0–100 km/h (s) | Topsnelheid (km/h) | Jaar         |
| ---------------- | ------------ | ------------- | ------------ | -------------- | ------------ | -------------- | ------------------ | ------------ |
| 1.8              | 4-in-lijn    | 125           | 168          | voor           | 1335         | 11,4           | 201                | 1997 - 2001  |
| 2.0              | 4-in-lijn    | 130           | 195          | voor           | 1395         | 10,5           | 205                | 2001 - 2004  |
| 1.8 T            | 4-in-lijn    | 150           | 210          | voor / quattro | 1380 / 1485  | 9,7 / 9,7      | 216 / 214          | 1997 - 2001  |
| 2.4              | V6           | 165           | 230          | voor / quattro | 1425 / 1530  | 9,2 / 9,4      | 222 / 218          | 1997 - 2001  |
| 2.4              | V6           | 170           | 230          | voor / quattro | 1480 / 1585  | 9,3 / 9,4      | 224 / 220          | 2001 - 2004  |
| 2.8              | V6           | 193           | 280          | voor / quattro | 1435 / 1535  | 8,2 / 8,0      | 236 / 234          | 1997 - 2001  |
| 3.0              | V6           | 220           | 300          | voor / quattro | 1480 / 1590  | 7,5 / 7,6      | 243 / 240          | 2001 - 2004  |
| 2.7 T            | V6           | 230           | 310          | voor / quattro | 1515 / 1605  | 7,0 / 7,2      | 247 / 245          | 1999 - 2001  |
| 2.7 T            | V6           | 250           | 350          | quattro        | 1660         | 6,8            | 248                | 2001 - 2004  |
| 4.2              | V8           | 300           | 400          | quattro        | 1725         | 6,9            | 250                | 1999 - 2004  |
| 4.2 (S6)         | V8           | 340           | 420          | quattro        | 1710         | 5,7            | 250                | 1999 - 2004  |
| 4.2 T (RS6)      | V8           | 450           | 560          | quattro        | 1840         | 4,9            | 250                | 2002 - 2004  |
| A6 Avant         |              |               |              |                |              |                |                    |              |
| 1.8              | 4-in-lijn    | 125           | 168          | voor           | 1390         | 11,8           | 198                | 1998 - 2001  |
| 2.0              | 4-in-lijn    | 130           | 195          | voor           | 1450         | 10,7           | 203                | 2001 - 2004  |
| 1.8 T            | 4-in-lijn    | 150           | 210          | voor / quattro | 1435 / 1540  | 9,9 / 10,0     | 214 / 212          | 1998 - 2004  |
| 2.4              | V6           | 165           | 230          | voor / quattro | 1480 / 1585  | 9,4 / 9,6      | 220 / 216          | 1998 - 2001  |
| 2.4              | V6           | 170           | 230          | voor / quattro | 1535 / 1640  | 9,5 / 9,6      | 222 / 218          | 2001 - 2004  |
| 2.8              | V6           | 193           | 280          | voor / quattro | 1490 / 1590  | 8,4 / 8,3      | 234 / 232          | 1998 - 2001  |
| 3.0              | V6           | 220           | 300          | voor / quattro | 1535 / 1645  | 7,7 / 7,8      | 241 / 238          | 2001 - 2004  |
| 2.7 T            | V6           | 230           | 310          | voor / quattro | 1575 / 1665  | 7,8 / 7,3      | 245 / 243          | 1999 - 2001  |
| 2.7 T            | V6           | 250           | 350          | quattro        | 1720         | 7,0            | 246                | 2001 - 2004  |
| 4.2              | V8           | 300           | 400          | quattro        | 1790         | 7,1            | 250                | 1999 - 2004  |
| 4.2 (S6)         | V8           | 340           | 420          | quattro        | 1765         | 5,8            | 250                | 1999 - 2004  |
| 4.2 T (RS6)      | V8           | 450           | 560          | quattro        | 1865         | 4,9            | 250                | 2002 - 2004  |
| 4.2 T (RS6 Plus) | V8           | 480           | 560          | quattro        | 1865         | 4,6            | 280                | 2004 - 2004  |

Diesel
| A6 Limousine | A6 Limousine | A6 Limousine  | A6 Limousine | A6 Limousine   | A6 Limousine | A6 Limousine   | A6 Limousine       | A6 Limousine |
| Type         | Motor        | Vermogen (pk) | Koppel (Nm)  | Aandrijving    | Massa (kg)   | 0–100 km/h (s) | Topsnelheid (km/h) | Jaar         |
| ------------ | ------------ | ------------- | ------------ | -------------- | ------------ | -------------- | ------------------ | ------------ |
| 1.9 TDI      | 4-in-lijn    | 110           | 235          | voor           | 1405         | 12,7           | 191                | 1997 - 2001  |
| 1.9 TDI      | 4-in-lijn    | 115           | 285          | voor           | 1470         | 11,6           | 196                | 2001 - 2001  |
| 1.9 TDI      | 4-in-lijn    | 130           | 285          | voor           | 1480         | 10,5           | 203                | 2001 - 2004  |
| 2.5 TDI      | V6           | 150           | 310          | voor / quattro | 1505 / 1610  | 9,7 / 9,9      | 217 / 215          | 1997 - 2001  |
| 2.5 TDI      | V6           | 155           | 310          | voor           | 1560         | 9,7            | 219                | 2001 - 2002  |
| 2.5 TDI      | V6           | 163           | 310          | voor           | 1560         | 9,3            | 222                | 2002 - 2004  |
| 2.5 TDI      | V6           | 180           | 370          | voor / quattro | 1540 / 1620  | 8,8 / 8,8      | 221 / 223          | 2000 - 2001  |
| A6 Avant     |              |               |              |                |              |                |                    |              |
| 1.9 TDI      | 4-in-lijn    | 110           | 235          | voor           | 1460         | 12,9           | 189                | 1998 - 2001  |
| 1.9 TDI      | 4-in-lijn    | 115           | 285          | voor           | 1460         | 11,8           | 194                | 2001 - 2001  |
| 1.9 TDI      | 4-in-lijn    | 130           | 285          | voor           | 1535         | 10,7           | 201                | 2001 - 2004  |
| 2.5 TDI      | V6           | 150           | 310          | voor / quattro | 1560 / 1655  | 9,9 / 10,2     | 215 / 213          | 1998 - 2001  |
| 2.5 TDI      | V6           | 155           | 310          | voor           | 1615         | 9,9            | 217                | 2001 - 2002  |
| 2.5 TDI      | V6           | 163           | 310          | voor           | 1615         | 9,5            | 220                | 2002 - 2004  |
| 2.5 TDI      | V6           | 180           | 370          | voor / quattro | 1595 / 1700  | 9,0 / 9,0      | 219 / 221          | 2000 - 2004  |

## Derde generatie (C6)

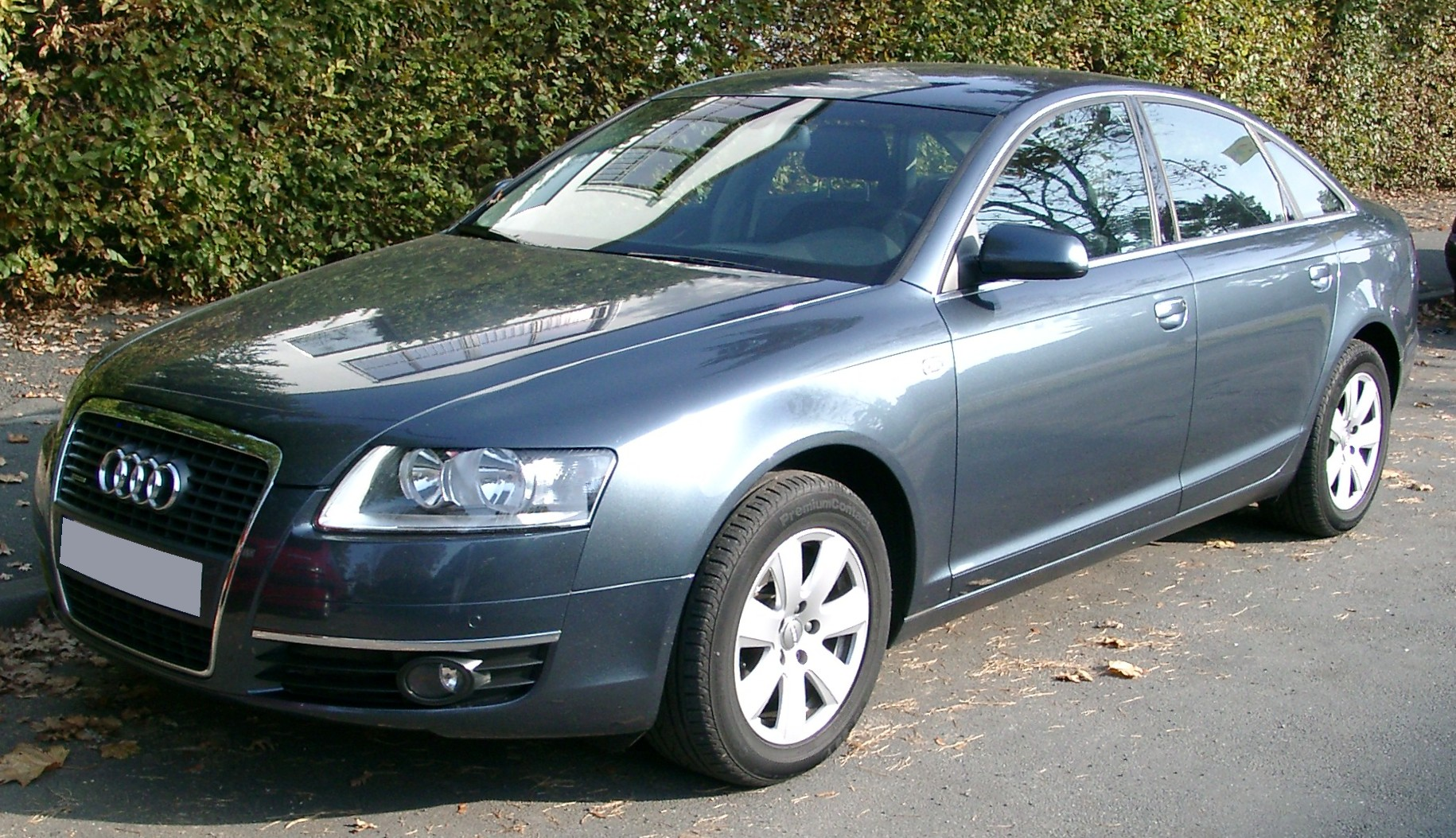
Audi A6 C6 Limousine

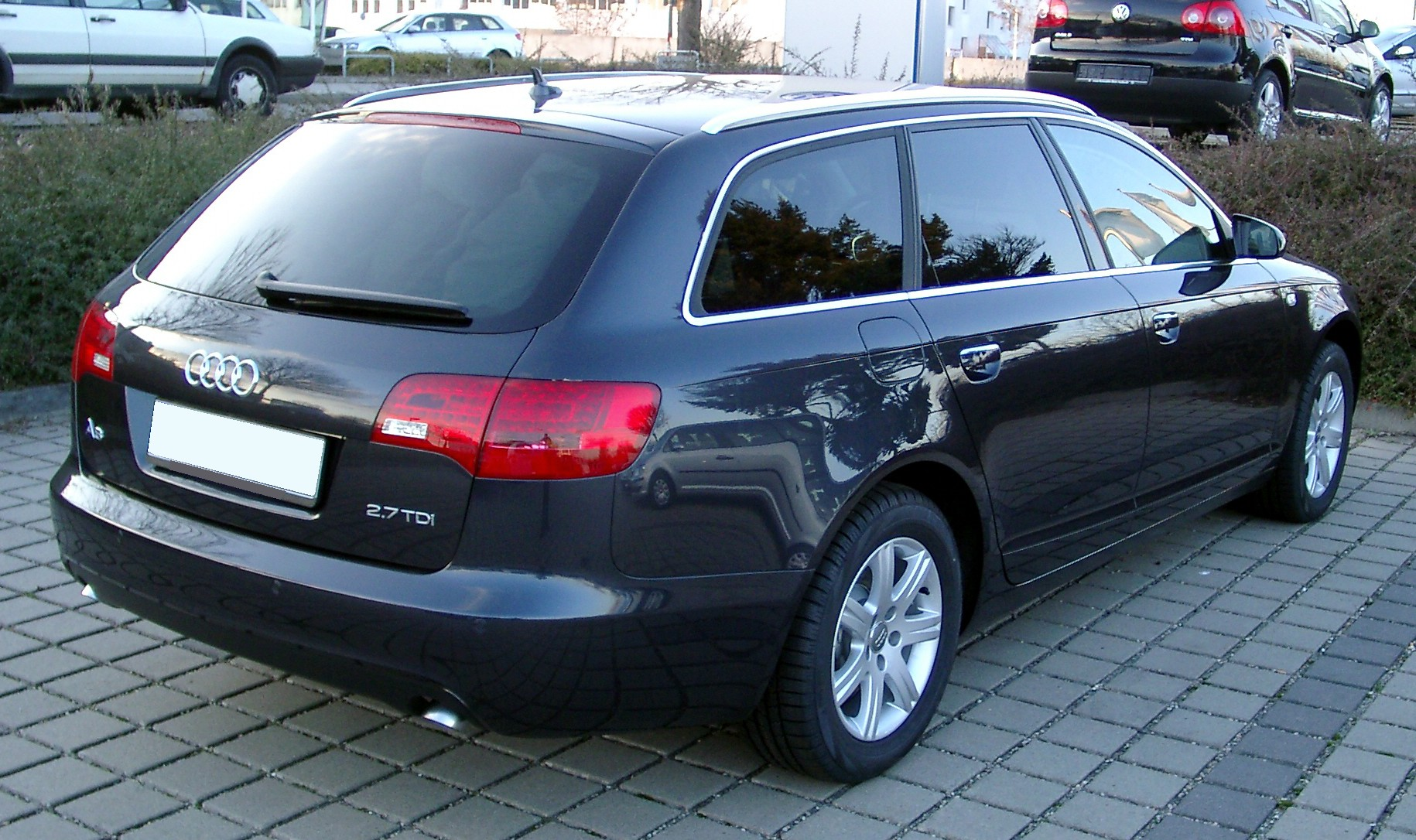
Audi A6 C6 Avant

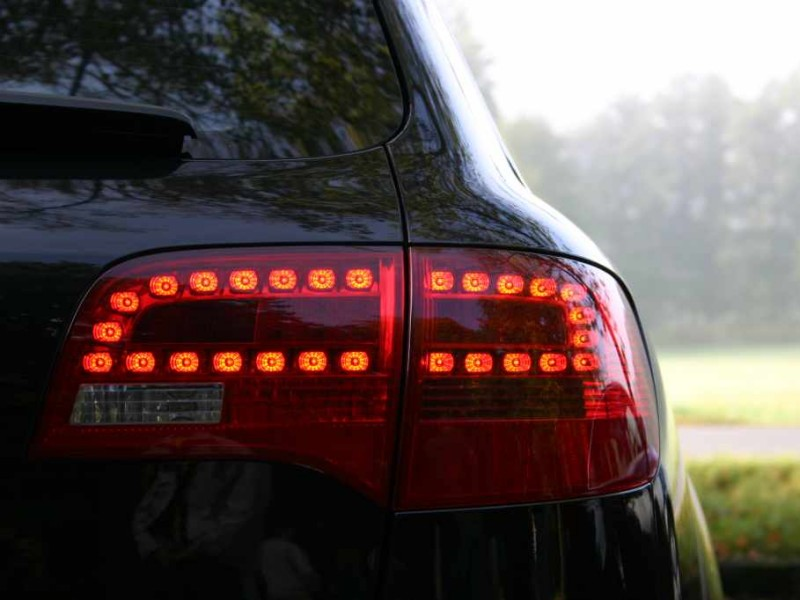
De led-achterlichten in de Avant

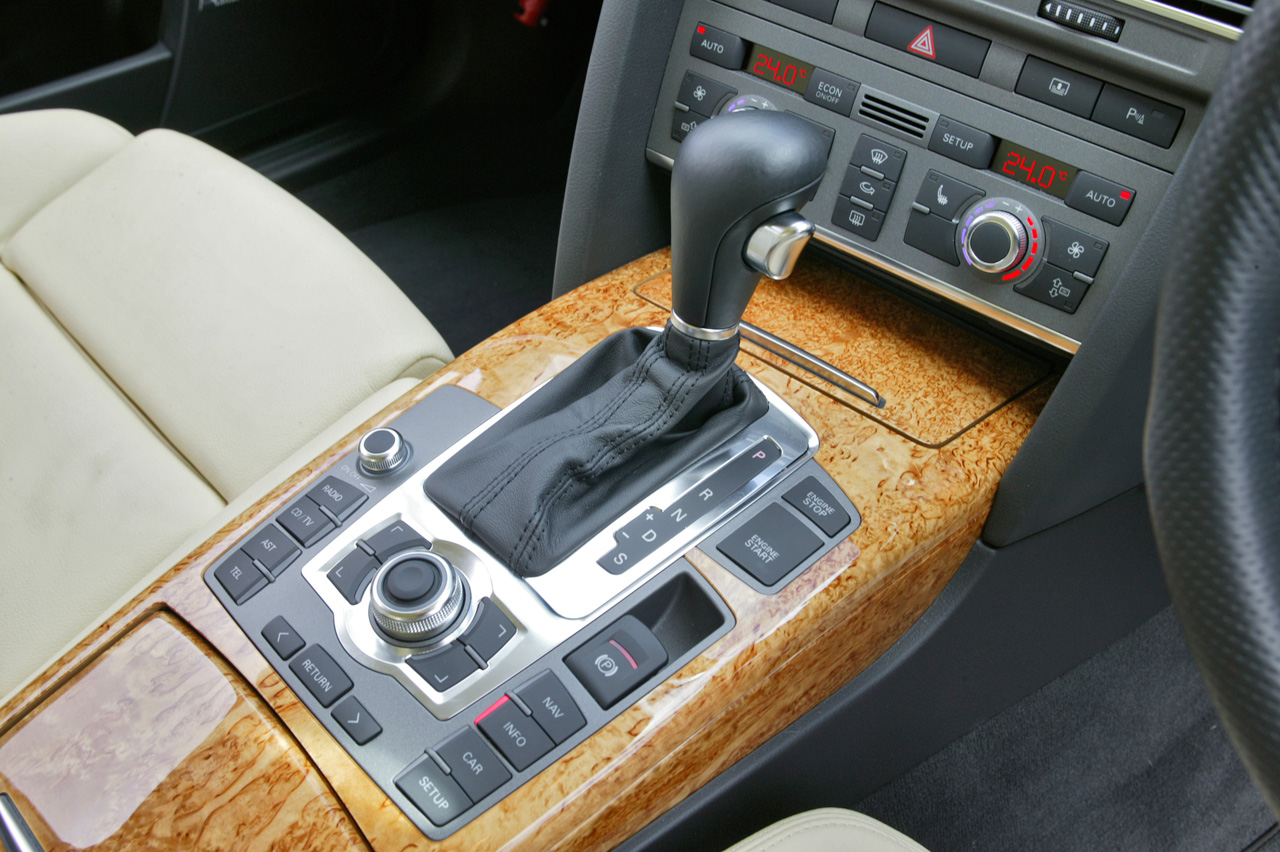
De MMI-bediening

De derde generatie van de A6 (interne fabriekscode Typ 4F) werd in 2004 geïntroduceerd op het C6-platform. Dit model is ontworpen door Walter de'Silva en is groter dan zijn voorganger. De Avant verscheen tegelijk met de Limousine. De meest opvallende veranderingen zijn de nieuwe single-frame grille die op de Audi A8 W12 debuteerde en andere bumpers en lichtunits.
De A6 werd 12 cm groter en de wielbasis groeide met 8 cm. Een opvallend detail is dat de Avant led-technologie in de achterlichten heeft. De koplampen kunnen optioneel voorzien worden van actieve bochtverlichting in combinatie met xenonverlichting. Van binnen veranderde ook het een en ander, zo is het dashboard nu naar de bestuurder gericht. Nieuw in de A6 was het Audi MMI-systeem (Multi Media Interface) waarmee zaken als klimaatbeheersing, navigatie, de adaptieve luchtvering en andere elektrische middelen vanuit één scherm bedienbaar zijn. Het is vergelijkbaar met BMW's iDrive-systeem. De mechanische handrem wordt nu elektrisch bediend terwijl de middenconsole groter werd.
Motorisch veranderde veel, er werd afgestapt van de vijfkleppentechniek met daarvoor in de plaats werd directe benzine inspuiting toegepast met de naam FSI (Fuel Stratified Injection), oftewel een gelaagde directe brandstofinjectie wat zorgt voor betere prestaties en een lager brandstofverbruik. Dit is in combinatie met 4 kleppen per cilinder. De eerste benzine motor was gelijk met de introductie van de A6 C6 beschikbaar, een nieuwe 3,2-liter V6 FSI met een vermogen van 255 pk. Een jaar later volgde er een 2,0-liter FSI met turbo (TFSI). De enige motoren die nog wel leverbaar waren uit het vorige model waren de 2,4 en 3,0-liter V6 en de 4,2-liter V8.
Bij de dieselmotoren bleef niets over van het oude gamma, de 1,9-liter TDI van 130 pk werd vervangen voor een 2,0-liter TDI met 140 pk en pompverstuiver technologie. De 2,5-liter V6 TDI werd vervangen voor een 3,0-liter V6 TDI van 225 pk met common-rail technologie. De 3,0-liter V6 TDI werd in 2010 vervangen. Dit had te maken met het feit dat de motoren van BMW efficiënter waren en tegelijkertijd krachtiger.  In 2005 werd hier nog een 2,7-liter V6 TDI van 180 pk die in feite hetzelfde is als de 3.0 TDI en ook common-rail heeft. Om fiscale redenen is de 2.7 TDI in België leverbaar met 163 pk.
Eerst werd een nieuwe 6-traps Tiptronic automaat geïntroduceerd voor de quattro-modellen. De Multitronic is net zoals bij zijn voorganger uitsluitend verkrijgbaar in combinatie met voorwielaandrijving. De quattro-vierwielaandrijving is optioneel vanaf de zescilinder modellen, voor krachtige motoren is het standaard.
In 2005 won de A6 de World Car of the Year award en in 2006 en 2008 werd de A6 zakenauto van het jaar.
In China werd in 2005 de Audi A6L geïntroduceerd, een verlengde versie van de A6 die ruim 5 meter lang is. De A6L is 96 mm langer en 26 hoger dan de normale A6 en de wielbasis nam toe tot bijna 3 meter (2945 mm). Het motoraanbod bestaat uit de 2.0 TFSI, de 2.4 V6, de 3.0 V6 en de 4.2 V8. De auto is vanaf de 3.0 V6 ook leverbaar met quattro vierwielaandrijving.

### A6 allroad quattro
In 2006 verscheen opnieuw een cross-over op basis van de A6 Avant, met de naam "Audi A6 allroad" waardoor het geen apart model meer is maar behoort bij de A6-reeks. De wagen heeft een verhoogd onderstel met standaard adaptieve luchtvering. Verder heeft de allroad een aantal uiterlijke kenmerken.

### S6 en RS6
In 2006 verscheen de Audi S6 met een 5,2-liter V10 FSI-motor van 435 pk. Deze motor is afgeleid van de V10 die de Lamborghini Gallardo gebruikt en verscheen eerder al in de Audi S8 met 450 pk.
In 2008 verscheen vervolgens de krachtigste variant van de A6-modellenlijn op de markt, de Audi RS6 van quattro GmbH. Deze heeft een 5,0-liter V10 biturbo FSI-motor die 580 pk levert. De motor is gebaseerd op die van de S6 maar helemaal opnieuw ontwikkeld. De Avant verscheen in mei van dat jaar en de Limousine zal na de facelift op de markt komen.

### Facelift

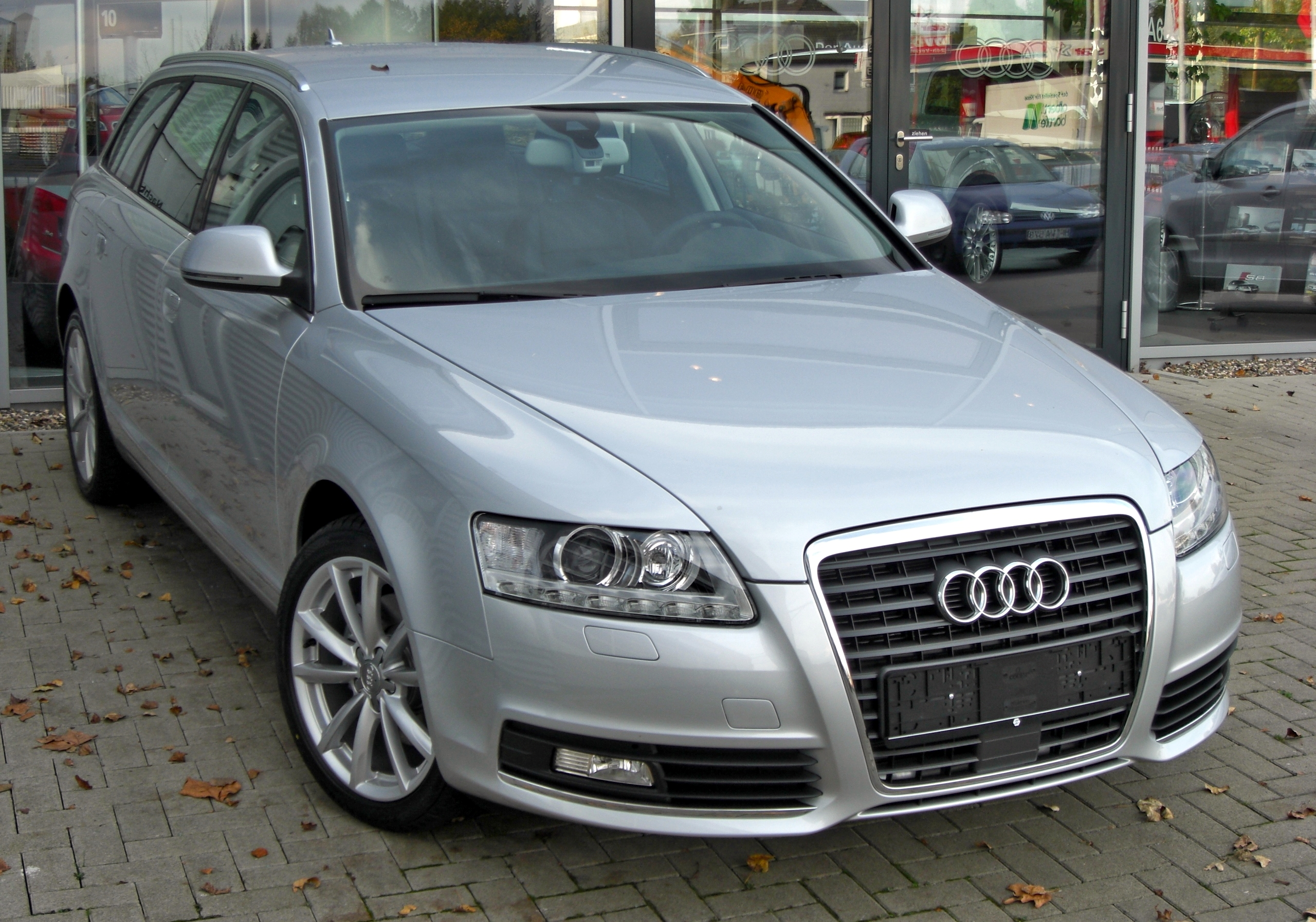
Audi A6 Avant facelift.

In oktober 2008 kreeg de huidige A6 een facelift waarbij o.a. de voorbumper vernieuwd werd en er led-verlichting in de koplampen toegepast is zoals al bij de RS6 Avant het geval is. Ook heeft de Limousine net als de Avant led-verlichting in de achterlichten gekregen die tevens vernieuwd zijn en nu uit 2 delen bestaan doorlopend in de kofferbak. Ook is het onderstel fijngeslepen waardoor er meer comfort gecreëerd werd. Het nieuwe verbeterde MMI dat al in de Audi Q5 kwam ook in de A6 beschikbaar plus een 40 Gb harde schijf. Door de invoer van een aantal nieuwe motoren is het verbruik van de gehele modellijn van de A6 volgens Audi zo'n 12% minder. Ook op de A6 allroad quattro en de S6 ondergingen de vernieuwingen.
Er werd een nieuwe benzinemotor geïntroduceerd, een 3,0-liter V6 TFSI die een vermogen levert van 290 pk en 420 Nm. Anders dan de naam doet vermoeden is het geen turbomotor maar maakt de V6 gebruik van een supercharger (compressor). De motor is uitgerust met een Roots compressor van Eaton en is daardoor relatief compact. De 3.0 TFSI zal naar verwachting de 3.2 FSI vervangen in alle modellen. Het verbruik zou op hetzelfde niveau blijven als de huidige V6 maar de prestaties zullen beter zijn aangezien de motor al bij 2.500 tpm zijn maximale draaimoment heeft.
Daarnaast is er nog een nieuwe dieselmotor geïntroduceerd, de 2.0 TDIe van 136 pk. Dit "e"-model is extra zuinig en bestaat al bij de Audi A3 en Audi A8. De auto is aangepast met een verlaagd onderstel, een versnellingsbak met langere overbrengingen en een schakelindicator.

### Motoren
Gegevens van de basismodellen:
Benzine
| A6 Limousine   | A6 Limousine | A6 Limousine  | A6 Limousine | A6 Limousine   | A6 Limousine | A6 Limousine   | A6 Limousine       | A6 Limousine       |
| Type           | Motor        | Vermogen (pk) | Koppel (Nm)  | Aandrijving    | Massa (kg)   | 0–100 km/h (s) | Topsnelheid (km/h) | Jaar               |
| -------------- | ------------ | ------------- | ------------ | -------------- | ------------ | -------------- | ------------------ | ------------------ |
| 2.0 TFSI       | 4-in-lijn    | 170           | 280          | voor           | 1520         | 8,4            | 227                | 2005 - 2011        |
| 2.4            | V6           | 177           | 230          | voor / quattro | 1525 / 1625  | 8,9 / 9,1      | 231 / 230          | 2004 / 2005 - 2008 |
| 2.8 FSI        | V6           | 190           | 280          | voor / quattro | 1550 / 1640  | 8,2 / 8,4      | 238 / 237          | 2008 - 2011        |
| 2.8 FSI        | V6           | 210           | 280          | voor / quattro | 1540 / 1680  | 7,9 / 8,4      | 243 / 237          | 2006 / 2007 - 2008 |
| 2.8 FSI        | V6           | 220           | 280          | voor / quattro | 1570 / 1680  | 7,3 / 7,7      | 240                | 2008 - 2011        |
| 3.2 FSI        | V6           | 255           | 330          | voor / quattro | 1540 / 1640  | 6,9 / 6,8      | 250                | 2004 - 2008        |
| 3.0 TFSI       | V6 SC        | 290           | 420          | quattro        | 1725         | 5,9            | 250                | 2008 - 2011        |
| 4.2            | V8           | 335           | 420          | quattro        | 1745         | 6,1            | 250<km/h           | 2004 - 2006        |
| 4.2 FSI        | V8           | 350           | 440          | quattro        | 1770         | 5,9            | 250                | 2006 - 2011        |
| 5.2 FSI (S6)   | V10          | 435           | 540          | quattro        | 1910         | 5,5            | 250                | 2006 - 2011        |
| 5.0 TFSI (RS6) | V10          | 580           | 650          | quattro        | 1985         | 4,5            | 250                | 2008 - 2010        |
| A6 Avant       |              |               |              |                |              |                |                    |                    |
| Type           | Motor        | Vermogen      | Koppel       | Aandrijving    | Gewicht      | 0–100          | Topsnelheid        | Jaar               |
| 2.0 TFSI       | 4-in-lijn    | 170           | 280          | voor           | 1590         | 8,7            | 223                | 2005 - 2011        |
| 2.4            | V6           | 177           | 230          | voor / quattro | 1595 / 1685  | 9,2 / 9,4      | 226 / 223          | 2004 - 2008        |
| 2.8 FSI        | V6           | 190           | 280          | voor / quattro | 1550 / 1640  | 8,5 / 8,7      | 232                | 2008 - 2011        |
| 2.8 FSI        | V6           | 210           | 280          | voor / quattro | 1620 / 1700  | 8,2 / 8,6      | 237 / 232          | 2006 / 2007 - 2008 |
| 2.8 FSI        | V6           | 220           | 280          | voor / quattro | 1640 / 1740  | 7,6 / 7,9      | 235                | 2008 - 2011        |
| 3.2 FSI        | V6           | 255           | 330          | voor / quattro | 1610 / 1700  | 7,1 / 7,0      | 250                | 2004 - 2008        |
| 3.0 TFSI       | V6 SC        | 290           | 420          | quattro        | 1790         | 6,1            | 250                | 2008 - 2011        |
| 4.2            | V8           | 335           | 420          | quattro        | 1805         | 6,8            | 250                | 2004 - 2006        |
| 4.2 FSI        | V8           | 350           | 440          | quattro        | 1830         | 6,1            | 250                | 2006 - 2011        |
| 5.2 FSI (S6)   | V10          | 435           | 540          | quattro        | 1970         | 5,3            | 250                | 2006 - 2011        |
| 5.0 TFSI (RS6) | V10          | 580           | 650          | quattro        | 2025         | 4,6            | 250                | 2008 - 2010        |

Chinese markt:
| A6 Lang  | A6 Lang   | A6 Lang       | A6 Lang     | A6 Lang        | A6 Lang     | A6 Lang        | A6 Lang            | A6 Lang     |
| Type     | Motor     | Vermogen (pk) | Koppel (Nm) | Aandrijving    | Massa (kg)  | 0–100 km/h (s) | Topsnelheid (km/h) | Jaar        |
| -------- | --------- | ------------- | ----------- | -------------- | ----------- | -------------- | ------------------ | ----------- |
| 2.0 TFSI | 4-in-lijn | 170           | 280         | voor           | 1730        | 8,5            | 219                | 2005 - 2011 |
| 2.4      | V6        | 177           | 230         | voor           | 1775        | 9,3            | 219                | 2005 - 2008 |
| 3.0      | V6        | 218           | 314         | voor / quattro | 1775 / 1885 | 8,9 / 9,2      | 234 / 236          | 2005 - 2007 |
| 3.2 FSI  | V6        | 225           | 330         | voor / quattro | 1760 / 1840 | 7,7 / 7,9      | 240 / 244          | 2007 - 2011 |
| 4.2      | V8        | 335           | 420         | quattro        | 1950        | 6,5            | 250                | 2005 - 2007 |
| 4.2 FSI  | V8        | 350           | 440         | quattro        | 1930        | 6,4            | 265                | 2007 - 2011 |

Diesel
| A6 Limousine | A6 Limousine | A6 Limousine  | A6 Limousine | A6 Limousine   | A6 Limousine | A6 Limousine   | A6 Limousine       | A6 Limousine       |
| Type         | Motor        | Vermogen (pk) | Koppel (Nm)  | Aandrijving    | Massa (kg)   | 0–100 km/h (s) | Topsnelheid (km/h) | Jaar               |
| ------------ | ------------ | ------------- | ------------ | -------------- | ------------ | -------------- | ------------------ | ------------------ |
| 2.0 TDIe     | 4-in-lijn    | 136           | 320          | voor           | 1550         | 10,3           | 208                | 2008 - 2011        |
| 2.0 TDI      | 4-in-lijn    | 136           | 320          | voor           | 1575         | 9,9            | 204                | 2008 - 2011        |
| 2.0 TDI      | 4-in-lijn    | 140           | 320          | voor           | 1540         | 10,3           | 210                | 2004 - 2008        |
| 2.0 TDI      | 4-in-lijn    | 170           | 350          | voor           | 1565         | 8,9            | 225                | 2009 - 2011        |
| 2.7 TDI      | V6           | 180           | 380          | voor / quattro | 1625 / 1755  | 8,1 / 8,9      | 230 / 228          | 2005 - 2008        |
| 2.7 TDI      | V6           | 190           | 450          | voor / quattro | 1635 / 1765  | 7,9 / 8,2      | 232 / 230          | 2008 - 2011        |
| 3.0 TDI      | V6           | 225           | 450          | quattro        | 1745         | 7,1            | 245                | 2004 - 2006        |
| 3.0 TDI      | V6           | 233           | 450          | quattro        | 1745         | 6,9            | 247                | 2006 - 2008        |
| 3.0 TDI      | V6           | 240           | 500          | quattro        | 1760         | 6,6            | 250                | 2008 - 2011        |
| A6 Avant     |              |               |              |                |              |                |                    |                    |
| Type         | Motor        | Vermogen      | Koppel       | Aandrijving    | Gewicht      | 0–100          | Topsnelheid        | Jaar               |
| 2.0 TDIe     | 4-in-lijn    | 136           | 320          | voor           | 1610         | 10,7           | 204                | 2008 - 2011        |
| 2.0 TDI      | 4-in-lijn    | 136           | 320          | voor           | 1635         | 10,2           | 200                | 2008 - 2011        |
| 2.0 TDI      | 4-in-lijn    | 140           | 320          | voor           | 1610         | 10,5           | 205                | 2005 - 2008        |
| 2.0 TDI      | 4-in-lijn    | 170           | 350          | voor           | 1635         | 9,2            | 221                | 2009 - 2011        |
| 2.7 TDI      | V6           | 180           | 380          | voor / quattro | 1695 / 1815  | 8,3 / 9,1      | 225 / 223          | 2004 / 2007 - 2008 |
| 2.7 TDI      | V6           | 190           | 380          | voor / quattro | 1705 / 1825  | 8,2 / 8,4      | 228 / 226          | 2008 - 2011        |
| 3.0 TDI      | V6           | 225           | 450          | quattro        | 1805         | 7,3            | 240                | 2004 - 2006        |
| 3.0 TDI      | V6           | 233           | 450          | quattro        | 1805         | 7,1            | 242                | 2006 - 2008        |
| 3.0 TDI      | V6           | 240           | 500          | quattro        | 1820         | 6,8            | 250                | 2008 - 2011        |

## Vierde generatie (C7)

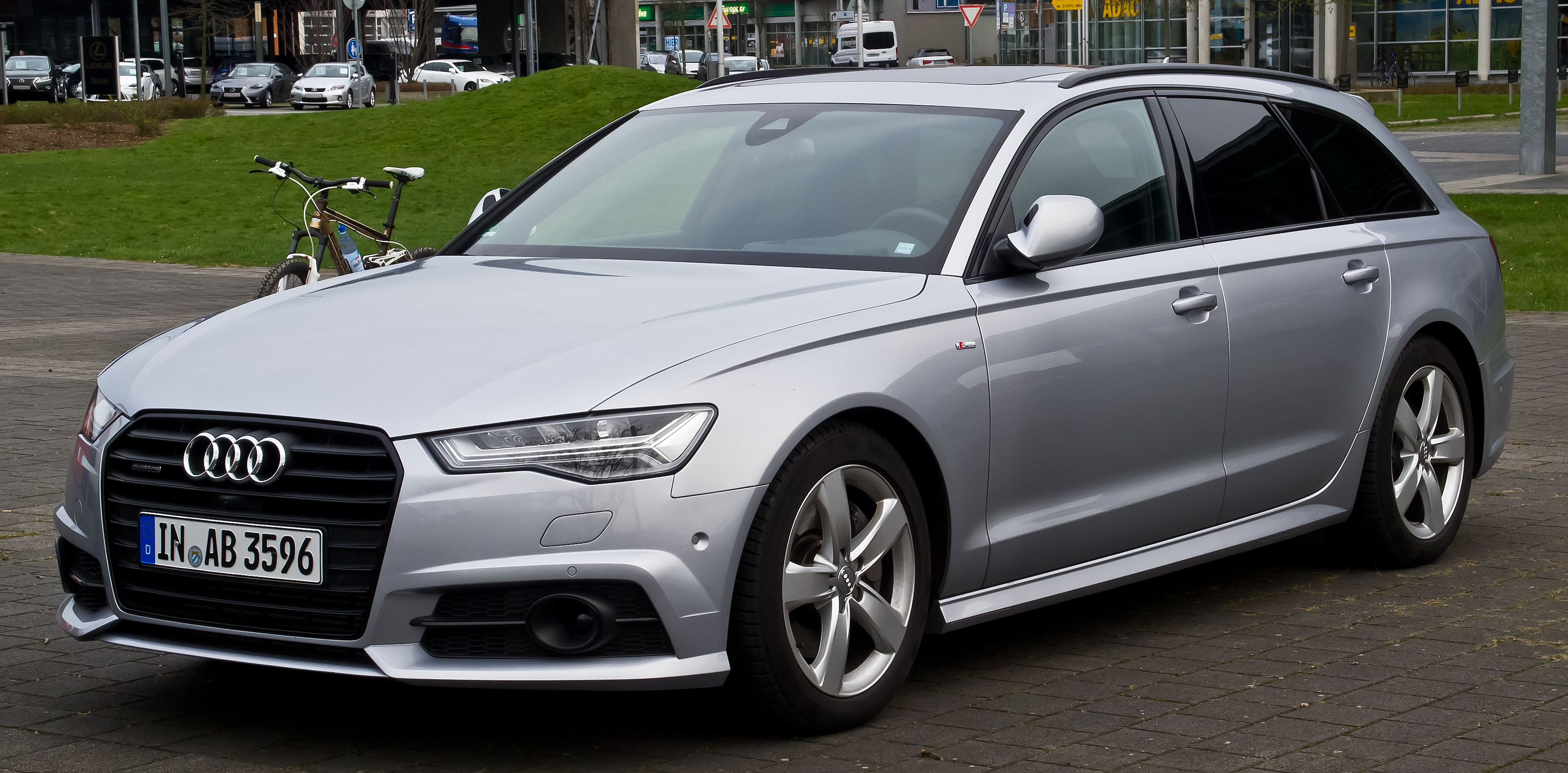
Audi A6 C7 Avant.

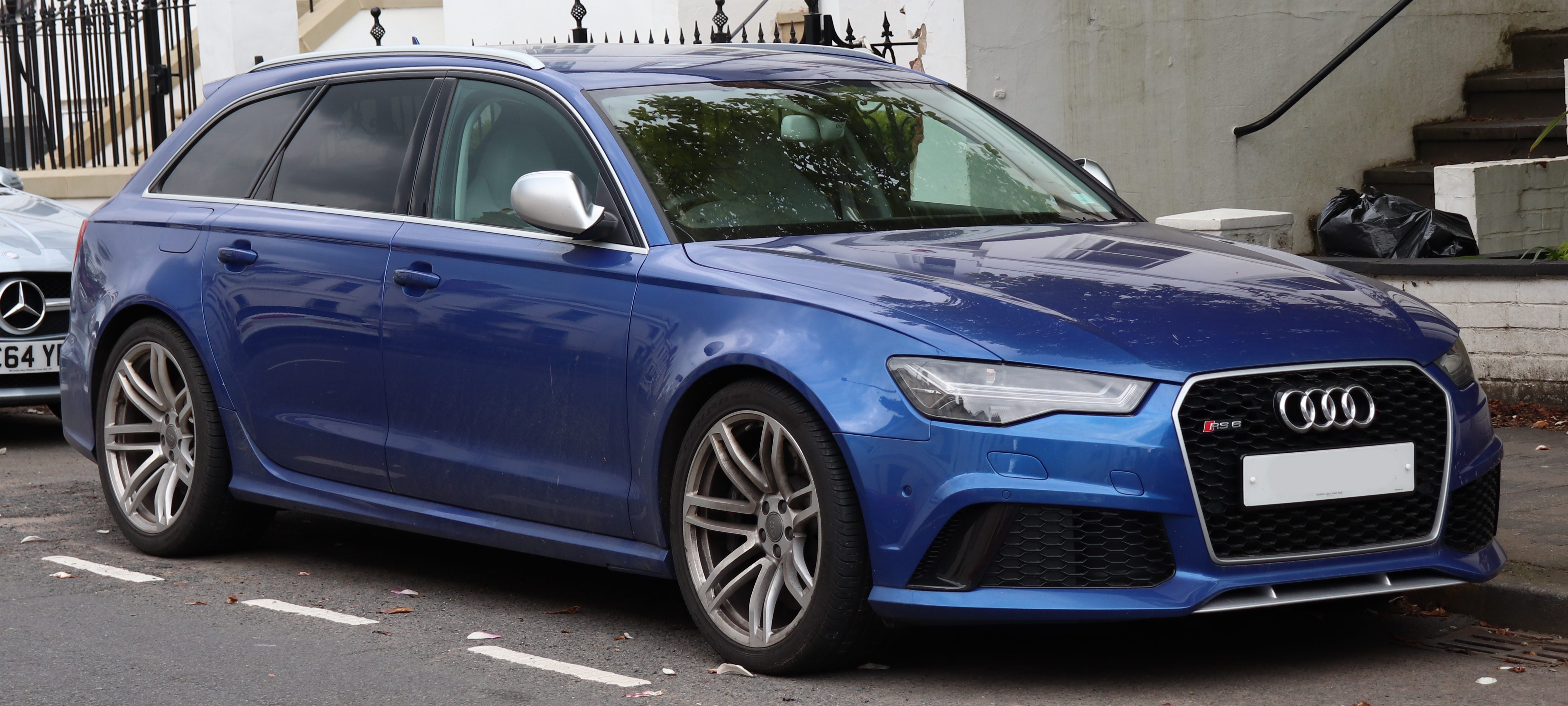
Audi RS6 C7 Avant.

De vierde generatie van de A6 werd op 1 december 2010 officieel voorgesteld. De auto was als Limousine (sedan) op de North American International Auto Show in januari 2011 in Detroit voor het eerst publiekelijk te zien. In maart 2011 is de verkoop van de A6 Limousine gestart. Op 18 mei werd de Avant onthuld welke in de herfst van 2011 in productie is gegaan.
De vierde generatie A6 is, na de A1 het tweede model met Audi's nieuwe familiegezicht dat een nieuwe zeshoekige grille en scherpe koplampen omvat. In de lengte groeide de A6 niet, wel werd hij iets breder en wat lager. Traditiegetrouw heeft ook deze A6 een lage CW-waarde van 0,26. Een belangrijk speerpunt tijdens de ontwikkeling van deze generatie was gewichtsreductie. Zo bestaat het koetswerk voor meer dan 20% uit aluminium waaronder het plaatwerk.

### Technisch
De A6 C7 (Interne fabriekscode 4G) staat op het gemeenschappelijke MLB-platform van Audi en deelt zijn onderstel met de Audi A7. Omdat op dit platform de aandrijflijn een stuk naar achteren zit geplaatst ten opzichte van de vorige generatie A6 is de wielbasis aanzienlijk toegenomen met 76 mm. Nieuw ten opzichte van de A7 is de quattro vierwielaandrijving die gebruikmaakt van een kroonwiel-differentieel dat op de Audi RS5 geïntroduceerd is. Torque vectoring is standaard op de quattro-versies wat in bochten meer kracht naar het buitenste achterwiel genereert om onderstuur tegen te gaan. Daarnaast is de A6 nu met 7-traps S tronic versnellingsbak leverbaar in combinatie met quattro. De bestaande multitronic versnellingsbak in combinatie met voorwielaandrijving en de handgeschakelde zesversnellingsbak bleven. Speciaal voor zwaardere motoren die gepland staan zal de A6 geleverd worden met de 8-traps tiptronic automaat die al in de A8 en Q7 te vinden zijn.
Bij de introductie zal het motorgamma bestaan uit de twee V6 2.8 FSI en 3.0 TFSI benzinemotoren en de 2.0 TDI en 3.0 V6 TDI dieselmotoren. Van deze laatste motor zijn twee versies beschikbaar van 204 en 245 pk. Bij de onthulling van de Avant werd ook een krachtigere versie van 3.0 TDI met 313 pk aangekondigd.

### Motoren
Gegevens van de basismodellen:
Benzine
| A6 Limousine               | A6 Limousine | A6 Limousine  | A6 Limousine | A6 Limousine   | A6 Limousine | A6 Limousine   | A6 Limousine       | A6 Limousine | A6 Limousine |
| Type                       | Motor        | Vermogen (pk) | Koppel (Nm)  | Aandrijving    | Massa (kg)   | 0–100 km/h (s) | Topsnelheid (km/h) | Jaar         |              |
| -------------------------- | ------------ | ------------- | ------------ | -------------- | ------------ | -------------- | ------------------ | ------------ | ------------ |
| 2.0 TFSI                   | 4-in-lijn    | 180           | 320          | voor           | 1515         | 8,1            | 232                | 2011 - 2014  |              |
| 1.8 TFSI                   | 4-in-lijn    | 190           | 320          | voor           | 1510         | 7,9            | 233                | 2014 - 2018  |              |
| 2.8 FSI                    | V6           | 204           | 280          | voor / quattro | 1545 / 1655  | 7,7 / 8,1      | 240                | 2011 - 2014  |              |
| 2.0 TFSI                   | 4-in-lijn    | 252           | 370          | voor / quattro | 1570 / 1635  | 6,7 / 6,5      | 250                | 2014 - 2018  |              |
| 3.0 TFSI                   | V6 SC        | 300           | 440          | quattro        | 1715         | 5,5            | 250                | 2011 - 2012  |              |
| 3.0 TFSI                   | V6 SC        | 310           | 440          | quattro        | 1715         | 5,5            | 250                | 2012 - 2014  |              |
| 3.0 TFSI                   | V6 SC        | 333           | 440          | quattro        | 1725         | 5,1            | 250                | 2014 - 2018  |              |
| 4.0 TFSI (S6)              | V8           | 420           | 550          | quattro        | 1870         | 4,6            | 250                | 2012 - 2014  |              |
| 4.0 TFSI (S6)              | V8           | 450           | 550          | quattro        | 1870         | 4,5            | 250                | 2014 - 2018  |              |
| A6 Avant                   |              |               |              |                |              |                |                    |              |              |
| Type                       | Motor        | Vermogen      | Koppel       | Aandrijving    | Gewicht      | 0–100          | Topsnelheid        | Jaar         |              |
| 2.0 TFSI                   | 4-in-lijn    | 180           | 320          | voor           | 1580         | 8,4            | 224                | 2011 - 2014  |              |
| 1.8 TFSI                   | 4-in-lijn    | 190           | 320          | voor           | 1575         | 8,2            | 226                | 2014 - 2018  |              |
| 2.8 FSI                    | V6           | 204           | 280          | voor / quattro | 1630 / 1730  | 8,1 / 8,3      | 232 / 230          | 2011 - 2014  |              |
| 2.0 TFSI                   | 4-in-lijn    | 252           | 370          | voor / quattro | 1635 / 1700  | 6,9 / 6,7      | 250                | 2014 - 2018  |              |
| 3.0 TFSI                   | V6 SC        | 300           | 440          | quattro        | 1790         | 5,6            | 250                | 2011 - 2012  |              |
| 3.0 TFSI                   | V6 SC        | 310           | 440          | quattro        | 1790         | 5,6            | 250                | 2012 - 2014  |              |
| 3.0 TFSI                   | V6 SC        | 333           | 440          | quattro        | 1790         | 5,3            | 250                | 2014 - 2018  |              |
| 4.0 TFSI (S6)              | V8           | 420           | 550          | quattro        | 1925         | 4,7            | 250                | 2012 - 2014  |              |
| 4.0 TFSI (S6)              | V8           | 450           | 550          | quattro        | 1935         | 4,6            | 250                | 2014 - 2018  |              |
| 4.0 TFSI (RS6)             | V8           | 560           | 700          | quattro        | 1925         | 3,9            | 250                | 2013 - 2018  |              |
| 4.0 TFSI (RS6 Performance) | V8           | 605           | 750          | quattro        | 1925         | 3,7            | 250                | 2015 - 2018  |              |

Diesel
| A6 Limousine          | A6 Limousine | A6 Limousine  | A6 Limousine | A6 Limousine   | A6 Limousine | A6 Limousine   | A6 Limousine       | A6 Limousine | A6 Limousine |
| Type                  | Motor        | Vermogen (pk) | Koppel (Nm)  | Aandrijving    | Massa (kg)   | 0–100 km/h (s) | Topsnelheid (km/h) | Jaar         |              |
| --------------------- | ------------ | ------------- | ------------ | -------------- | ------------ | -------------- | ------------------ | ------------ | ------------ |
| 2.0 TDI               | 4-in-lijn    | 136           | 350          | voor           | 1550         | 10,3           | 203                | 2011 - 2014  |              |
| 2.0 TDI               | 4-in-lijn    | 150           | 350          | voor           | 1600         | 9,5            | 214                | 2014 - 2018  |              |
| 2.0 TDI               | 4-in-lijn    | 177           | 380          | voor           | 1550         | 8,7            | 228                | 2011 - 2014  |              |
| 2.0 TDI               | 4-in-lijn    | 190           | 400          | voor / quattro | 1600 / 1720  | 8,4 / 7,7      | 232 / 230          | 2014 - 2018  |              |
| 3.0 TDI               | V6           | 204           | 400          | voor / quattro | 1600 / 1695  | 7,6 / 7,0      | 242 / 240          | 2011 - 2014  |              |
| 3.0 TDI               | V6           | 218           | 400 / 500    | voor / quattro | 1670 / 1740  | 7,1 / 6,6      | 245                | 2014 - 2018  |              |
| 3.0 TDI               | V6           | 245           | 500          | quattro        | 1695         | 6,1            | 250                | 2011 - 2014  |              |
| 3.0 TDI               | V6           | 272           | 580          | quattro        | 1745         | 5,5            | 250                | 2014 - 2018  |              |
| 3.0 BiTDI             | V6           | 313           | 650          | quattro        | 1765         | 5,1            | 250                | 2012 -2014   |              |
| 3.0 BiTDI             | V6           | 320           | 650          | quattro        | 1810         | 5,0            | 250                | 2014 - 2018  |              |
| 3.0 BiTDI competition | V6           | 326 pk        | 650          | quattro        | 1840         | 4,9            | 250                | 2015 - 2017  |              |
| A6 Avant              |              |               |              |                |              |                |                    |              |              |
| Type                  | Motor        | Vermogen (pk) | Koppel (Nm)  | Aandrijving    | Massa (kg)   | 0–100 km/h (s) | Topsnelheid (km/h) | Jaar         |              |
| 2.0 TDI               | 4-in-lijn    | 136           | 350          | voor           | 1640         | 10,6           | 204                | 2012 - 2014  |              |
| 2.0 TDI               | 4-in-lijn    | 150           | 350          | voor           | 1665         | 9,8            | 209                | 2014 - 2018  |              |
| 2.0 TDI               | 4-in-lijn    | 177           | 380          | voor           | 1640         | 9,0            | 222                | 2011 - 2014  |              |
| 2.0 TDI               | 4-in-lijn    | 190           | 400          | voor / quattro | 1665 / 1785  | 8,7 / 7,9      | 226 / 224          | 2014 - 2018  |              |
| 3.0 TDI               | V6           | 204           | 400          | voor / quattro | 1690 / 1790  | 7,9 / 7,2      | 232 / 230          | 2011 - 2014  |              |
| 3.0 TDI               | V6           | 218           | 400 / 500    | voor / quattro | 1735 / 1805  | 7,3 / 6,8      | 237                | 2014 - 2018  |              |
| 3.0 TDI               | V6           | 245           | 500          | quattro        | 1790         | 6,3            | 243                | 2011 - 2014  |              |
| 3.0 TDI               | V6           | 272           | 580          | quattro        | 1810         | 5,7            | 250                | 2014 - 2018  |              |
| 3.0 BiTDI             | V6           | 313           | 650          | quattro        | 1830         | 5,3            | 250                | 2012 -2014   |              |
| 3.0 BiTDI             | V6           | 320           | 650          | quattro        | 1875         | 5,2            | 250                | 2014 - 2018  |              |
| 3.0 BiTDI competition | V6           | 326 pk        | 650          | quattro        | 1905         | 5,1            | 250                | 2015 - 2017  |              |

### Gebruik door  politie
Sinds 2018 gebruikt de Nederlandse politie de Audi A6 3.0 TDI Avant Quattro S-tronic als snel interventievoertuig (SIV). Er is gekozen voor de 272 pk sterke 3.0 TDI, deze maakt achtervolgingen tot 250 km/h mogelijk.

## Vijfde generatie (C8)

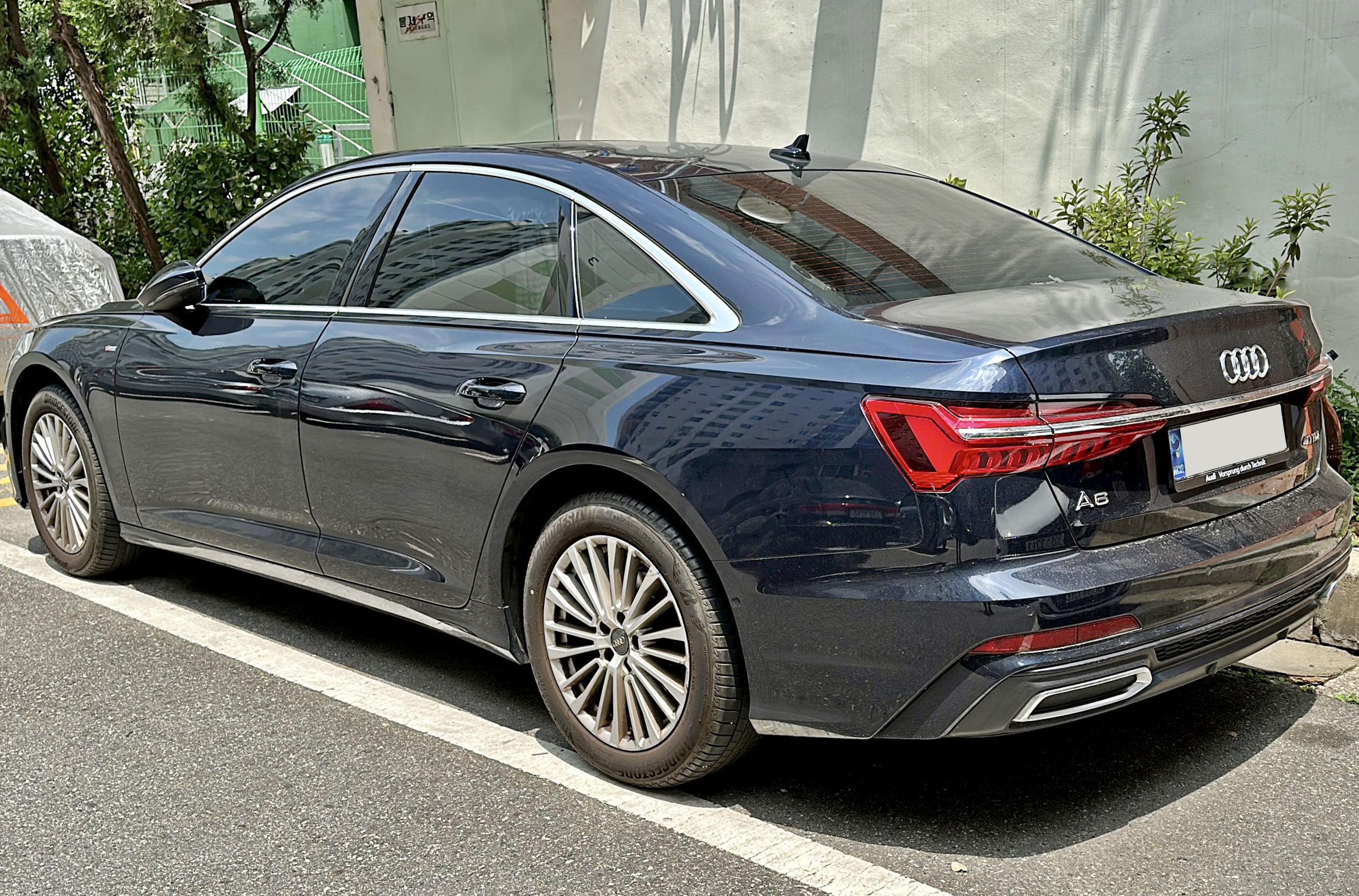

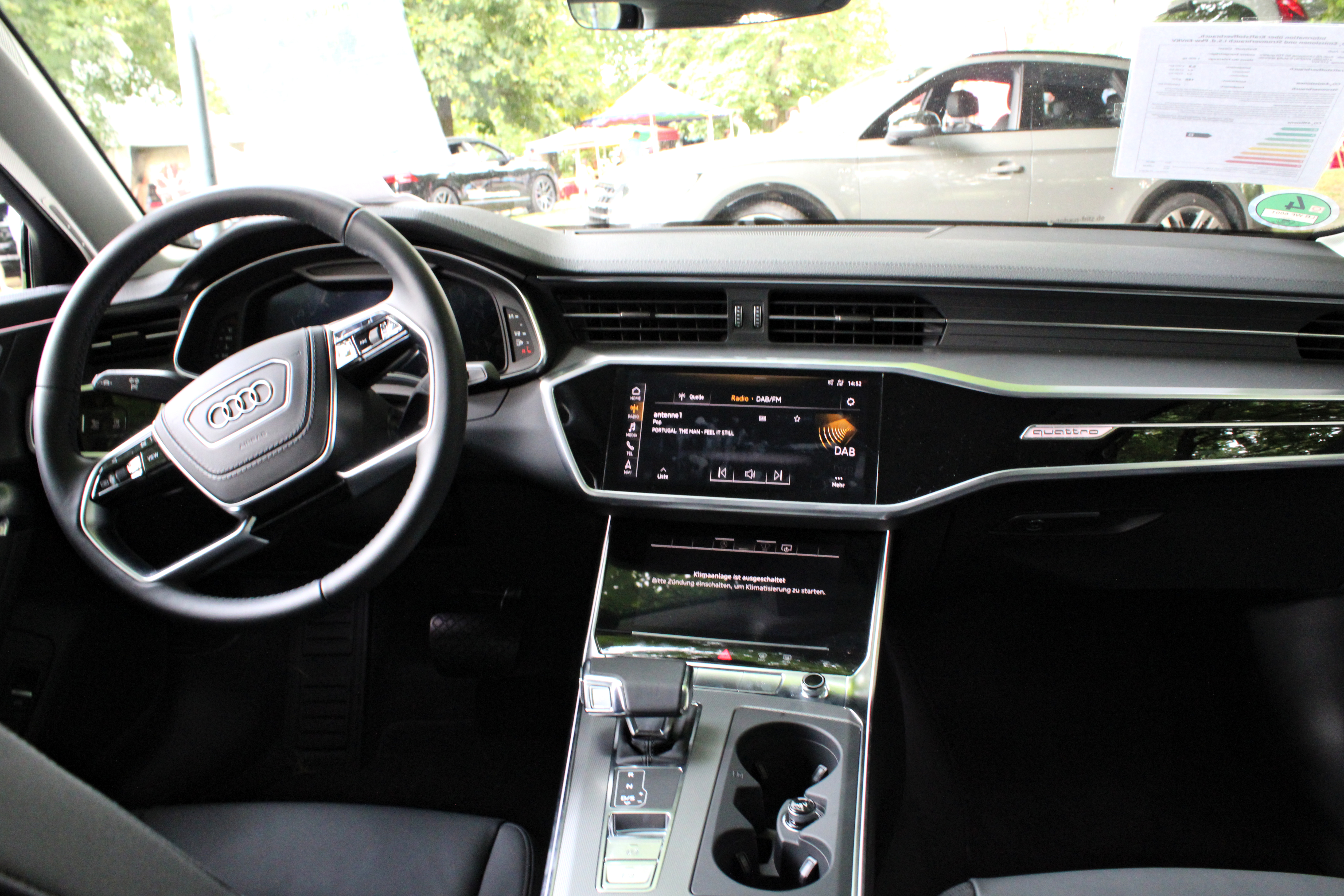
Interieur

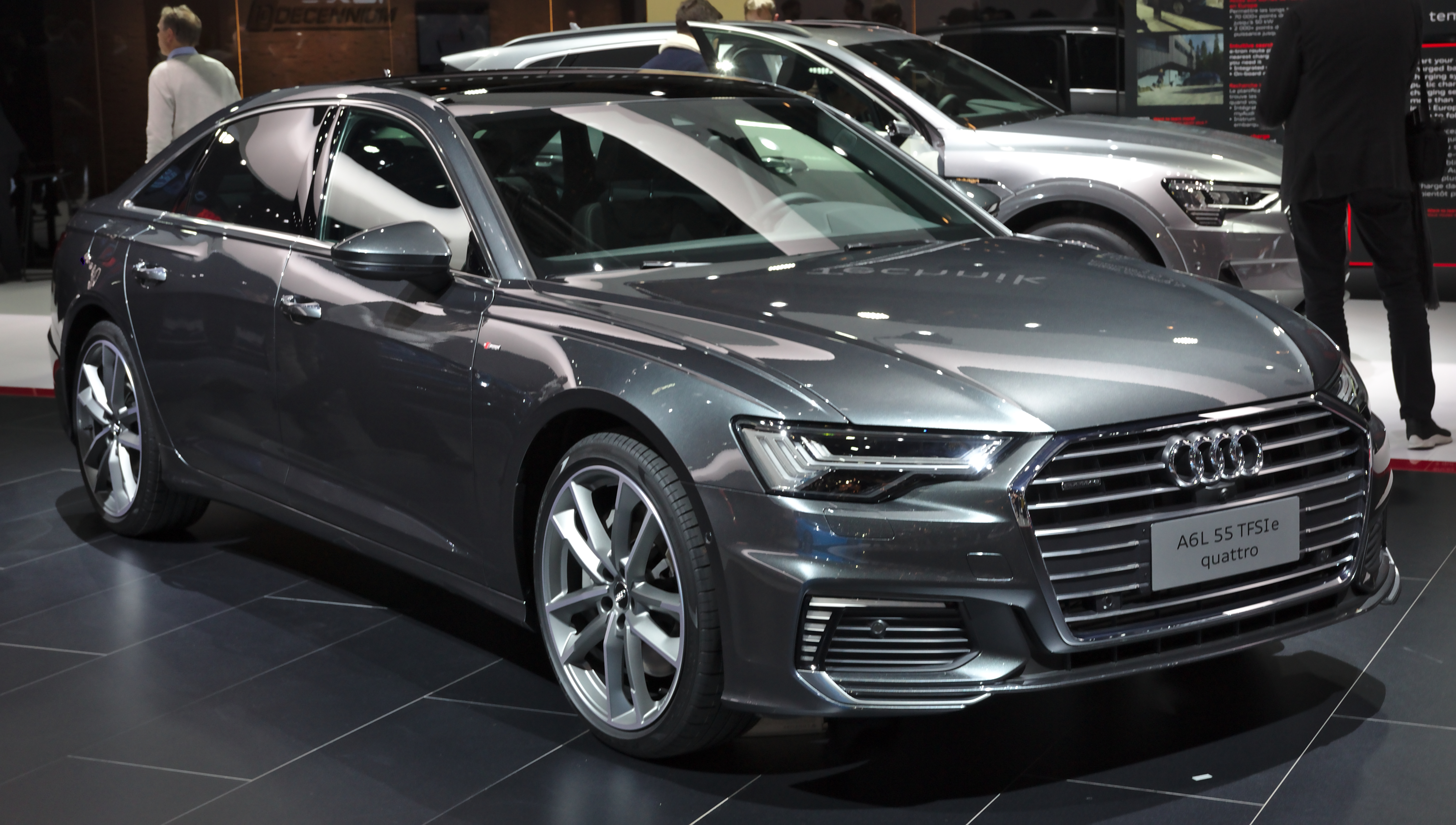
L

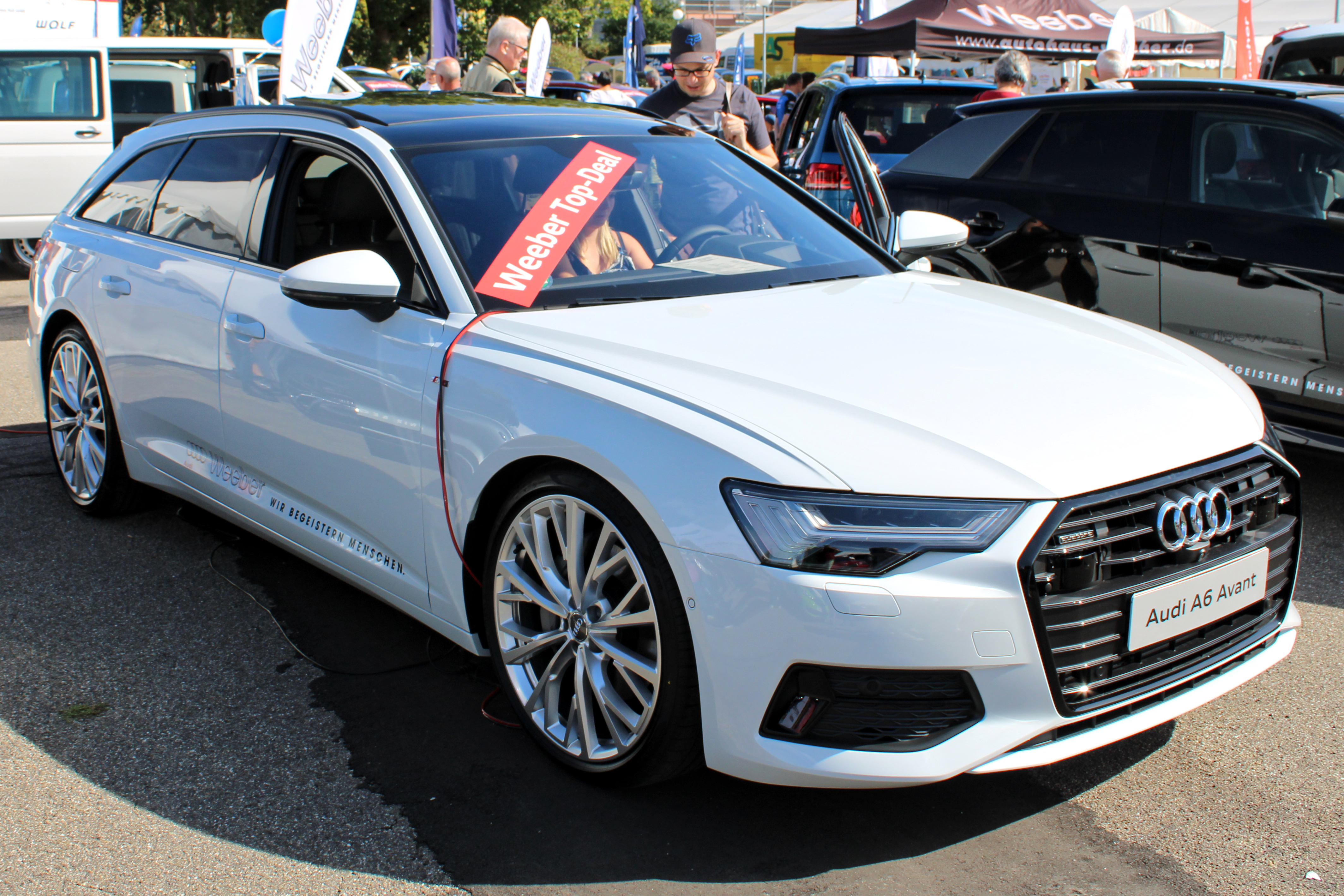
Avant

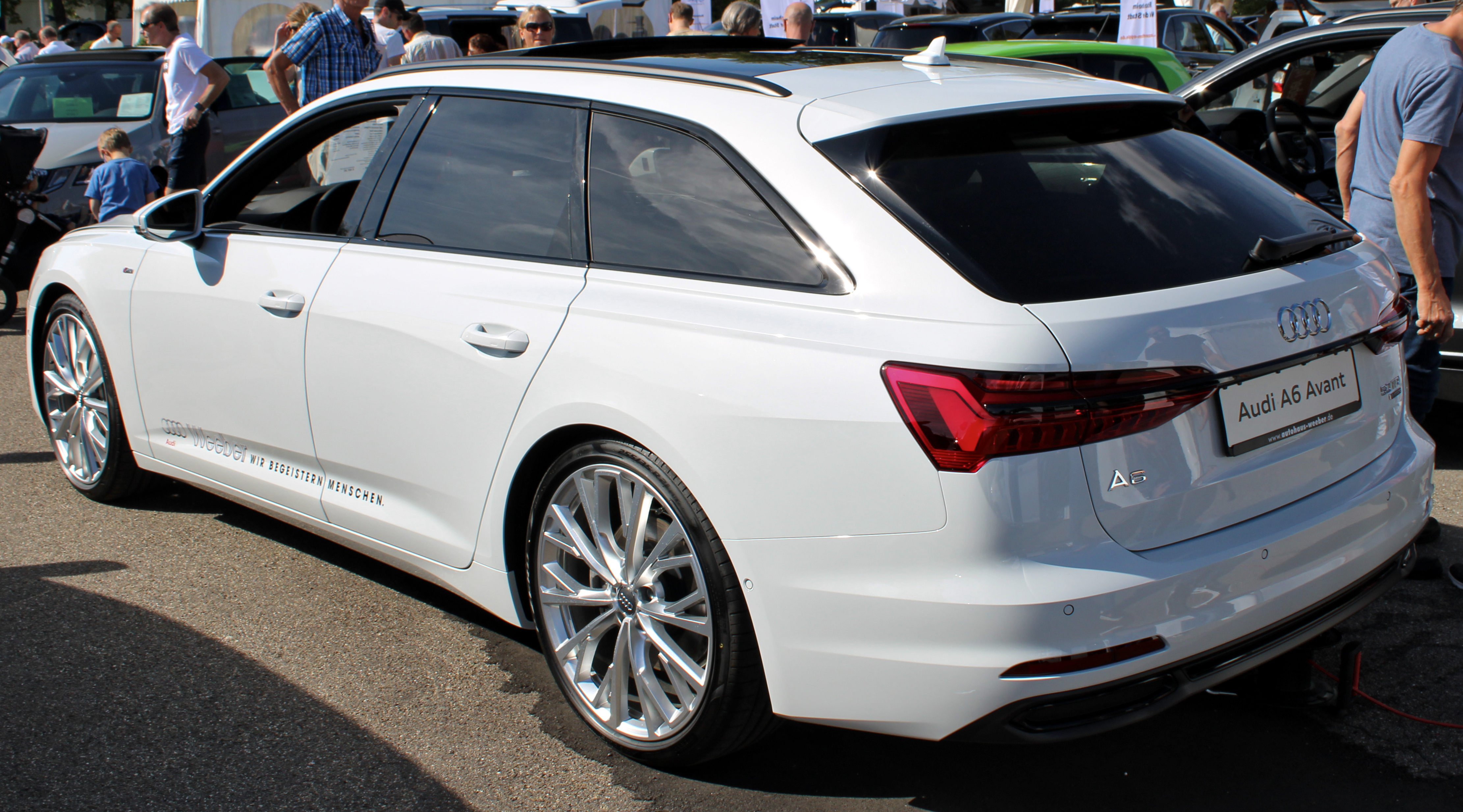

De vijfde generatie A6 werd in februari 2018 gepresenteerd en beleefde zijn publieksdebuut op de Autosalon van Genève 2018. Het is de derde Audi om gepresenteerd te worden op het nieuwe MLB-platform, in navolging van de Audi A8 en Audi A7.

### Uiterlijk
De styling is ook in lijn met die modellen, met een grotere, bredere grille. Er zijn nieuwe koplampen in drie vormen; standaard LED, Matrix LED en HD Matrix LED. De achterkant lijkt op die van de nieuwe A8, maar met als grootste verschil dat de A6 geen doorlopende achterlichten heeft. In plaats daarvan twee losse lampen die verbonden zijn door een horizontaal lopende chromen sierstrip. In navolging van eerdere Audi's heeft ook deze A6 geen zichtbare uitlaten meer.
Een groot verschil is er in het interieur, dat grotendeels overgenomen wordt van de A7 en A8. Het meest opvallende zijn de twee schermen in de middenconsole. De bovenste is een traditioneel touchscreen waar allerlei zaken geregeld kunnen worden. Het onderste scherm heeft haptische feedback, dat wil zeggen dat er een gevoel wordt doorgegeven bij het indrukken van het scherm. Op dit scherm worden zaken als climate control geregeld, of, als men iets wil intypen op het bovenste scherm, als toetsenbord. Dit zorgt ervoor dat er nog maar een heel beperkt aantal fysieke knoppen aanwezig is. De twee schermen zitten naadloos in het dashboard geïntegreerd en er is dus geen rechtopstaand scherm zoals in kleinere Audi's. Ook is de Audi Virtual Cockpit voortaan op de A6 beschikbaar, hoewel optioneel.

### Technisch
Het nieuwe platform waar de A6 op staat zorgt ervoor dat de A6 veel technisch nieuwe snufjes heeft uit de A8. Het belangrijkste voorbeeld hiervan is level 3 autonoom rijden, maar ook zaken als adaptieve luchtvering en vierwielbesturing zijn nieuw voor de A6. Ook zijn alle motoren voortaan mild-hybride. Dit wil zeggen dat er 48v systeem aan boord is, en een kleine elektrische motor ondersteunt bij zaken als remmen en het start/stop-systeem. 
In eerste instantie kwam de A6 als 55 TFSI en 50 TDI. Dit zijn de nieuwe benamingen voor respectievelijk de 3.0 TFSI en 3.0 TDI. De 3.0 TFSI heeft voortaan een turbolader in plaats van supercharger en levert 340 pk en 500 Nm. Hij is standaard gekoppeld aan quattro en gaat van 0 tot 100 km/h in 5,1 seconden. De 50 TDI heeft 286 pk en 620 Nm en gaat van 0 tot 100 km/h in 5,5 seconden. Later kwamen er twee nieuwe diesels, een 231 pk sterke 3.0 TDI en een 2.0 TDI met 204 pk. Laatstgenoemde is standaard met voorwielaandrijving en een automaat met dubbele koppeling.

### Motoren
Gegevens van de basismodellen:
Benzine:
| A6 Limousine | A6 Limousine | A6 Limousine | A6 Limousine  | A6 Limousine | A6 Limousine   | A6 Limousine     | A6 Limousine | A6 Limousine   | A6 Limousine       | A6 Limousine |
| Aanduiding   | Type         | Motor        | Vermogen (pk) | Koppel (Nm)  | Aandrijving    | Overbrenging     | Massa (kg)   | 0–100 km/h (s) | Topsnelheid (km/h) | Jaar         |
| ------------ | ------------ | ------------ | ------------- | ------------ | -------------- | ---------------- | ------------ | -------------- | ------------------ | ------------ |
| 40 TFSI      | 2.0 TFSI     | 4-in-lijn    | 204           | 320          | voor           | 7-traps S tronic | 1610         | 8,4            | 246                | 2021 - heden |
| 45 TFSI      | 2.0 TFSI     | 4-in-lijn    | 245           | 370          | voor / quattro | 7-traps S tronic | 1615 / 1770  | 6,8 / 6,0      | 250                | 2018 - 2020  |
| 45 TFSI      | 2.0 TFSI     | 4-in-lijn    | 265           | 370          | voor           | 7-traps S tronic | 1615         | 6,7            | 250                | 2020 - 2021  |
| 55 TFSI      | 3.0 TFSI     | V6           | 340           | 500          | quattro        | 7-traps S tronic | 1735         | 5,1            | 250                | 2018 - 2018  |
| 55 TFSI      | 3.0 TFSI     | V6           | 340           | 500          | quattro        | 7-traps S tronic | 1745         | 5,1            | 250                | 2019 - 2020  |

| A6 Avant   | A6 Avant | A6 Avant  | A6 Avant      | A6 Avant    | A6 Avant       | A6 Avant         | A6 Avant    | A6 Avant       | A6 Avant           | A6 Avant     |
| Aanduiding | Type     | Motor     | Vermogen (pk) | Koppel (Nm) | Aandrijving    | Overbrenging     | Massa (kg)  | 0–100 km/h (s) | Topsnelheid (km/h) | Jaar         |
| ---------- | -------- | --------- | ------------- | ----------- | -------------- | ---------------- | ----------- | -------------- | ------------------ | ------------ |
| 40 TFSI    | 2.0 TFSI | 4-in-lijn | 204           | 320         | voor           | 7-traps S tronic | 1610        | 8,4            | 240                | 2021 - heden |
| 45 TFSI    | 2.0 TFSI | 4-in-lijn | 245           | 370         | voor / quattro | 7-traps S tronic | 1680 / 1735 | 7,0 / 6,2      | 250                | 2018 - 2020  |
| 55 TFSI    | 3.0 TFSI | V6        | 340           | 500         | quattro        | 7-traps S tronic | 1710        | 5,3            | 250                | 2019 - 2020  |
| RS6        | 4.0 TFSI | V8        | 600           | 800         | quattro        | 8-traps S tronic | 2050        | 3,6            | 250                | 2020 - heden |

PHEV:
| A6 Limousine | A6 Limousine | A6 Limousine | A6 Limousine  | A6 Limousine | A6 Limousine | A6 Limousine     | A6 Limousine | A6 Limousine   | A6 Limousine       | A6 Limousine |
| Aanduiding   | Type         | Motor        | Vermogen (pk) | Koppel (Nm)  | Aandrijving  | Overbrenging     | Massa (kg)   | 0–100 km/h (s) | Topsnelheid (km/h) | Jaar         |
| ------------ | ------------ | ------------ | ------------- | ------------ | ------------ | ---------------- | ------------ | -------------- | ------------------ | ------------ |
| 50 TFSI e    | 2.0 TFSI     | 4-in-lijn    | 299           | 450          | quattro      | 7-traps S tronic | 1985         | 6,2            | 250                | 2020 - heden |
| 55 TFSI e    | 2.0 TFSI     | 4-in-lijn    | 367           | 500          | quattro      | 7-traps S tronic | 1985         | 5,6            | 250                | 2019 - heden |

| A6 Avant   | A6 Avant | A6 Avant  | A6 Avant      | A6 Avant    | A6 Avant    | A6 Avant         | A6 Avant   | A6 Avant       | A6 Avant           | A6 Avant     |
| Aanduiding | Type     | Motor     | Vermogen (pk) | Koppel (Nm) | Aandrijving | Overbrenging     | Massa (kg) | 0–100 km/h (s) | Topsnelheid (km/h) | Jaar         |
| ---------- | -------- | --------- | ------------- | ----------- | ----------- | ---------------- | ---------- | -------------- | ------------------ | ------------ |
| 50 TFSI e  | 2.0 TFSI | 4-in-lijn | 299           | 450         | quattro     | 7-traps S tronic | 1985       | 6,3            | 250                | 2021 - heden |
| 55 TFSI e  | 2.0 TFSI | 4-in-lijn | 367           | 500         | quattro     | 7-traps S tronic | 1985       | 5,7            | 250                | 2021 - heden |

Diesel:
| A6 Limousine | A6 Limousine | A6 Limousine | A6 Limousine  | A6 Limousine | A6 Limousine   | A6 Limousine      | A6 Limousine | A6 Limousine   | A6 Limousine       | A6 Limousine |
| Aanduiding   | Type         | Motor        | Vermogen (pk) | Koppel (Nm)  | Aandrijving    | Overbrenging      | Massa (kg)   | 0–100 km/h (s) | Topsnelheid (km/h) | Jaar         |
| ------------ | ------------ | ------------ | ------------- | ------------ | -------------- | ----------------- | ------------ | -------------- | ------------------ | ------------ |
| 35 TDI       | 2.0 TDI      | 4-in-lijn    | 163           | 370          | voor           | 7-traps S tronic  | 1620         | 9,3            | 224                | 2019 - 2022  |
| 40 TDI       | 2.0 TDI      | 4-in-lijn    | 204           | 400          | voor / quattro | 7-traps S tronic  | 1620 / 1780  | 8,1 / 7,6      | 246                | 2018 - 2022  |
| 45 TDI       | 3.0 TDI      | V6           | 231           | 500          | quattro        | 8-traps tiptronic | 1800         | 6,3            | 250                | 2018 - 2020  |
| 50 TDI       | 3.0 TDI      | V6           | 286           | 620          | quattro        | 8-traps tiptronic | 1800         | 5,5            | 250                | 2018 - 2019  |
| S6           | 3.0 TDI      | V6           | 350           | 700          | quattro        | 8-traps tiptronic | 1930         | 5,0            | 250                | 2019 - 2020  |

| A6 Avant   | A6 Avant | A6 Avant  | A6 Avant      | A6 Avant    | A6 Avant       | A6 Avant          | A6 Avant    | A6 Avant       | A6 Avant           | A6 Avant    |
| Aanduiding | Type     | Motor     | Vermogen (pk) | Koppel (Nm) | Aandrijving    | Overbrenging      | Massa (kg)  | 0–100 km/h (s) | Topsnelheid (km/h) | Jaar        |
| ---------- | -------- | --------- | ------------- | ----------- | -------------- | ----------------- | ----------- | -------------- | ------------------ | ----------- |
| 35 TDI     | 2.0 TDI  | 4-in-lijn | 163           | 370         | voor           | 7-traps S tronic  | 1795        | 9,5            | 219                | 2019 - 2022 |
| 40 TDI     | 2.0 TDI  | 4-in-lijn | 204           | 400         | voor / quattro | 7-traps S tronic  | 1785 / 1845 | 8,3 / 7,8      | 241                | 2018 - 2022 |
| 45 TDI     | 3.0 TDI  | V6        | 231           | 500         | quattro        | 8-traps tiptronic | 1965        | 6,5            | 250&               | 2018 - 2020 |
| 50 TDI     | 3.0 TDI  | V6        | 286           | 620         | quattro        | 8-traps tiptronic | 1965        | 5,7            | 250                | 2018 - 2019 |
| S6         | 3.0 TDI  | V6        | 350           | 700         | quattro        | 8-traps tiptronic | 2095        | 5,1            | 250                | 2019 - 2020 |

### Gebruik door politie
Sinds 2021 gebruikt de Nederlandse politie de 50 TDI Avant als snel interventievoertuig (ook wel de SIV 2.0 genoemd). Deze variant heeft iets meer vermogen dan zijn voorganger (de 3.0 TDI Avant met 272 pk).

Sinds 2023 gebruikt de Nederlandse politie ook de 40 TDI Avant. Deze zogenaamde 'SIV Light' mag worden bestuurd door politieagenten die geen aanvullende rijopleiding hebben gehad; dit in tegenstelling tot de andere 'SIVs' waar men wel een specialistische rijopleiding voor moet volgen.